# Calambus
Calambus är ett släkte av skalbaggar som beskrevs av Thomson 1859. Calambus ingår i familjen knäppare.
Släktet innehåller bara arten Calambus bipustulatus.